# Paraepepeotes marmoratus
Paraepepeotes marmoratus är en skalbaggsart som först beskrevs av Maurice Pic 1925.  Paraepepeotes marmoratus ingår i släktet Paraepepeotes och familjen långhorningar.
Artens utbredningsområde är Laos. Inga underarter finns listade i Catalogue of Life.